# Arcturus (banda)
Arcturus es una banda noruega de  avant-garde black metal formada a finales de los ochenta (el nombre original de la formación era Mortem). El nombre de Arcturus (una de las 15 estrellas consideradas mágicas por la Astrología) fue adoptado en 1990.

## Miembros
Desde su formación, allá en 1987, los componentes han cambiado en su totalidad, como también su propio estilo, marcando cada miembro integrante que llegaba un nuevo viraje en este sentido. En abril de 2007, la banda comunicó que ICS Vortex abandonaba el grupo para dedicarse de tiempo completo a Dimmu Borgir, y el resto de miembros también tomaban una pausa indefinida.
A fines de 2009, Simen Hestnæs (ICS Vortex) al dejar Dimmu Borgir, dijo que dejará abierta la posibilidad de resucitar una banda o más. Finalmente, en 2012 la banda volvió a los escenarios, esta vez sin la presencia de Tore Moren, y se espera el lanzamiento de un nuevo trabajo discográfico para finales de 2013. 

### Miembros actuales
- Steinar Sverd Johnsen - teclista, sintetizador (también tocó la guitarra en la etapa en que se llamaban Mortem) (1990 - 2007) (2012 - ).
- Jan Axel Blomberg - batería (1990 - 2007) (2012 - ).
- Knut Magne Valle - guitarra (1995 - 2007) (2012 - ).
- Hugh Mingay (Skoll) - bajo (1995 - 2000) (2002 - 2007) (2012 - ).
- ICS Vortex - voz (2005 - 2007) (2012 - ).

### Miembros anteriores
- Tore Moren - guitarra (2003 - 2007).
- Kristoffer Rygg (Garm) - voz (1993 - 2003)
- Carl August Tidemann - guitarra (1996 - 1997)
- Thomas Thormodsæter Haugen - guitarra/bajo (1993 - 1995)
- Marius Vold - bajo y coro (1990 - 1991)
- Dag F. Gravem - bajo en On the Sham mirrors excepto pista 6
- Øyvind Hægeland - voz (directos de 2003 - 2005)

## Discografía
- 1989: Slow Death (demo)
- 1990: Slow Death (EP) Putrefaction Records
- 1991: My angel - Putefraction Records
- 1994: Constellation (MCD) - Nocturnal Act
- 1996: Aspera Hiems Symfonia - Century Media Records/Ancient Lore/Misanthropy
- 1997: La Masquerade Infernale - Music for Nations/Misanthropy
- 1997: Constellation (LP) - Nocturnal Act
- 1999: Disguised Masters - 1999, Jester Records
- 2002: The Sham Mirrors - The End Records/Ad Astra Enterprises
- 2002: Aspera Hiems Symphonia/Constellation/My angel (relanzamiento) - Candlelight Records
- 2005: Sideshow Symphonies - Season of Mist
- 2015: Arcturian - Prophecy Productions.
- 2017: Shipwrecked in Oslo (live) Season of Mist Publishing